# Командор (орден)
Командо́р (від фр. Commandeur, лат. commendator, «командир») — голова групи лицарів у чернечо-лицарському ордені. Називався по-різному: командор у тамплієрів чи госпітальєрів, комтур у тевнонців, команданте у сантягівців тощо. Мав військово-адміністративну владу у так званому командирстві (комтурстві, комендатстві). Підпорядковувався провінційному командору (ландкомтуру), що перебував під контролем орденського магістра. 
У фалеристиці командором називали носія нагороди, ордену II або III ступеня. Він був вище лицаря-кавалера, нижче магістра. 

## Назва
- Командор (фр. Commandeur, англ. Commander)
- Комендато́р (італ. Commendatore)
- Комтур (нім. Komtur)
- Команданте (ісп. Comandante)
- Комендадор (порт. Comendador)

### Інше
- Лицар-командор (англ. Knight Commander)
- Дама-командор (англ. Dame Commander)